# Lawrence John Saldanha
Lawrence John Saldanha (* 12. Juni 1936 in Mangalore) ist Alterzbischof von Lahore.

## Leben
Lawrence John Saldanha empfing am 16. Januar 1960 die Priesterweihe.
Papst Johannes Paul II. ernannte ihn am 24. April 2001 zum Erzbischof von Lahore. Die Bischofsweihe spendete ihm der Erzbischof von Karatschi, Simeon Anthony Pereira, am 11. September desselben Jahres; Mitkonsekratoren waren Anthony Theodore Lobo, Bischof von Islamabad-Rawalpindi, und Andrew Francis, Bischof von Multan.
Am 7. April 2011 nahm Papst Benedikt XVI. seinen altersbedingten Rücktritt an.